# Granada, addio!
Granada, addio! è un film italiano del 1967 diretto da Marino Girolami. È l'ultimo film da protagonista di Claudio Villa.